# Manoir de Savigny-lès-Beaune
Le manoir de Savigny (ou manoir de Nicolay ou domaine de Chandon de Briailles) est un château situé à Savigny-lès-Beaune (Côte-d'Or, Bourgogne-Franche-Comté). Il a été construit fin XVIIe siècle et début XVIIIe siècle. Les façades et toitures du bâtiment ont été classées monument historique le 7 février 1968 ; l'arrêté de classement du 7 février 2024 se substitue au précédent.

## Historique
Le manoir a été acquis en 1834 par le comte de Nicolay et est encore détenu pas l'un de ses descendants à ce jour.

## Architecture
Achevé en 1705, il est dans le pur style Louis XIV, l'influence de Le Nôtre est visible à travers l'architecture des terrasses, des larges escaliers arrondis, des sphinx et des lions présents autour de l'édifice, mais aussi avec son jardin à la française, ses bassins et ses sculptures.
À droite de la cour d'honneur se trouve une chapelle dont la partie décorative intérieure est très bien conservée.

## Visite notable
La reine-mère Elisabeth d'Angleterre lui fit l'honneur d'une visite privée le 30 avril 1976.